# Влохи (Варшава)

Схема дзельницы Влохи

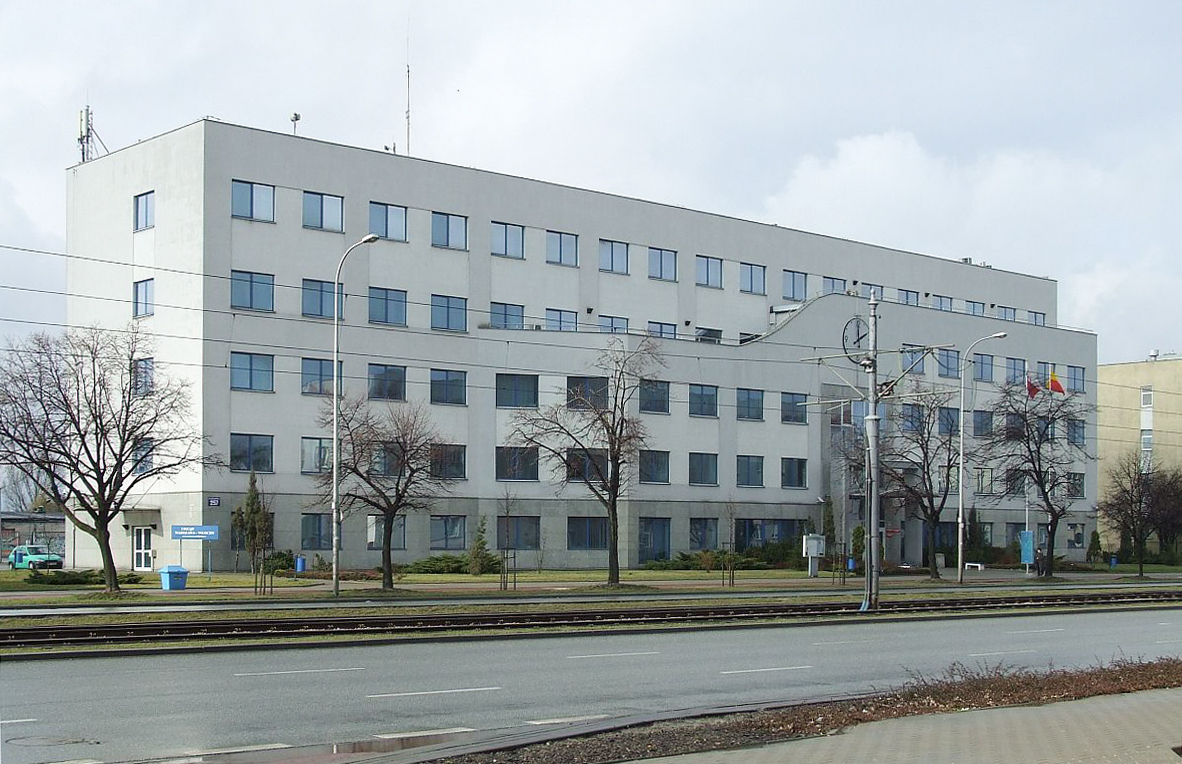
Управление джельницы Влохи (ратуша) на Краковской аллее в Варшаве

Влохи (пол. Włochy) — дзельница (район) Варшавы, расположенная в юго-западной части левобережной стороны города.
По данным GUS (главного статистического управления), на 31.12.2009, дзельница занимает по площади (28,63 км2) седбмое место среди дзельниц Варшавы. Здесь проживает 39 690 жителей, что даёт ей четвёртое место с конца по населению и шестое с конца — по плотности населения

## Административные границы
Влохи граничат:
- на западе — с Урсусом;
- на севере — с дзельницами Бемово и Воля
- на востоке — с дзельницами Охота, Мокотув, Урсынув
- на юге — с Прушковским повятом

## История
В средние века для наименования территорий, ныне занимаемых Влохами, употреблялись названия Сопенхи (Sopęchy) и Пожуцево (Porzucewo). С XV в. здесь проживала шляхетская семья, имевшая фамилию Влохи, давшая XVI название деревне. Альтернативная гипотеза гласит, что это название этого места происходит от иноземных, предположительно итальянских (по-польски Италия также называется Włochy), войск, которые должны были располагаться неподалёку от выборного поля, находящегося на Воле. Но это весьма сомнительно: фактография говорит о существовании названия в более ранние времена.
В 1880—1990-х гг. на территории современной дзельницы были построены 3 форта внешнего кольца укреплений Варшавской крепости: V («Влохи»), VI («Окенце», Okęcie), а также VII («Збарж», Zbarż).
В 1920-е гг. после превращения бывшего имения семьи Келихенов в город-сад, для новой деревни было выбрано название Лехув (Lechów), которая должна была связываться с находящимися поблизости Пястувом и Чеховицами (Czechowice). После проведения исследования однако было принято старое название.
До 1939 здесь располагалась администрация сельской гмины Влохи. В 1939—1951 Влохи имели статус города. В 1951 была присоединена к Варшаве как часть дзельницы Охота. В 1994 вместе с несколькими другими посёлками (в частности, с Раковом и Окенцем) вошла в состав гмины Варшава-Влохи. В 2002 гмина стала самостоятельной дзельницей.

## Районы
Согласно Городской системе информации (Miejski System Informacji), Влохи делятся на районы:
- Новые Влохи (Nowe Włochy)
- Окенце (Okęcie)
  - Ядвисин (Jadwisin)
  - Збарж (Zbarż)
- Большая Опачь (Opacz Wielka)
- Палюх (Paluch)
  - Гошкевки (Gorzkiewki)
- Ракув (Raków)
  - Викторын (Wiktoryn)
- Саломея (Salomea)
- Старые Влохи (Stare Włochy)
  - Солипсе (Solipse) (в пределах Влох)
  - Будки Щесливские (Budki Szczęśliwickie) (в пределах Влох)
- Залуски (Załuski)

## Важнейшие достопримечательности и памятники старины
- Аэропорт Окенце (Lotnisko Okęcie)
- Парк Ветеранов (Park Kombatantów) на ул. Хросцицкого (Chrościckiego), с особняком Кёлихенов (pałacyk Koelichenów)
- Костёл под призванием св. Терезы Младенцем Иисусом (Kościół pod wezwaniem św. Teresy od Dzieciątka Jezus) на ул. Рыбницкой (Rybnicka)
- Кладбище на Влохах (Cmentarz we Włochach)
- Костёл евангелистско-аугсбургский, ул. Цетшевиа (Cietrzewia)
- Форт V крепости Варшава («Влохи»)
- Форт VI крепости Варшава («Окенце»)
- Форт VII крепости Варшава («Збарж»)